# Milena Macaolo
Milena Macaolo (7 aprile 1954) è un'ex calciatrice italiana di ruolo centrocampista.
Ha giocato in Serie A con la Jolly Catania.

## Palmarès
- Campionato italiano: 1

Jolly Catania: 1978